# آریل بریخا
آریل بریخا (زاده ۱۹۷۶ در تهران، ایران) نوازنده و آهنگساز تکنو ایرانی/سوئدی است. او در مسابقه گالا گلد رادیو ملی سوئد نامزد بهترین آلبوم رقص شده‌است.

## زندگی
بریخا در ایران و از پدر و مادری آشوری متولد شد و در جوانی به سوئد مهاجرت کرد. در اوایل نوجوانی علاقه به موسیقی الکترونیکی پیدا کرد. بریخا با آتاری و یک ترتیب‌سنج شروع به ساخت دوباره موسیقی دیگران کرد و زمانی که در این کار به توفیق رسید موسیقی خود را ساخت.

## آهنگ‌شناسی

### آلبوم‌ها
- ۲۰۲۰: رقص یک تریلیون ستاره
- ۲۰۰۷: کهن ماشین
- ۲۰۰۰: عزیمت به موقع

### ۱۲ اینچی
- ۲۰۱۲: تعریف D EP[۱]
- ۲۰۱۱: پالما
- ۲۰۱۱: برای همیشه فراست
- 2010: Deeparture In Time - ریمیکس‌ها
- ۲۰۰۷: برای مادر / بانو ۷۰۷
- ۲۰۰۷: اتاق ۳۳۷ / در داخل
- ۲۰۰۷: آکیره
- 2007: EP زمستانی
- ۲۰۰۵: طعمه صلح
- ۲۰۰۳: سادگی
- ۲۰۰۰: حرکت در زمان
- 1998: Art Of Vengeance EP
- ۱۹۹۸: نماینده هنر از انتقام